# Фоколяри

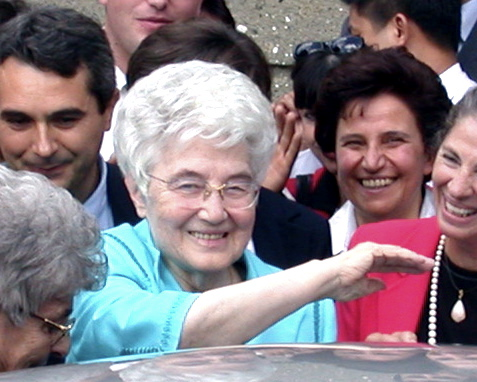
Засновниця руху — К'яра Любіх

Рух Фоколяре (італ. Focolare — «родинне вогнище») — католицький рух, створений мирянкою К'ярою Любіх після 1943 року. Сповідує мир і єдність, заповідані в Євангелії. Статут руху схвалений Святим Престолом у Ватикані.
Під час Другої світової війни К'яра Любіх разом з іншими жінками заснувала християнську спільноту для поширення християнських ідеалів життя, допомоги один одному і ближнім. Перші її зібрання та читання Євангелії проходили в бомбосховищі під час бомбардування її рідного міста Тренто.
Найактивнішу участь у створенні руху Фоколяре взяв політик, письменник і журналіст Іджіно Джордані, один із піонерів екуменічного руху.
Головою Фоколяре за статутом є жінка.

## Хронологія розвитку руху
- 1950-і роки — масштабні літні збори в Доломітових Альпах.
- 1962 — офіційне визнання Ватиканом.
- з 1965 — заснування ряду «маленьких міст», в яких жили члени спільноти і їх друзі.
- 1967 — заснування К'ярою Любіх руху «Нові сім'ї».

Сьогодні спільноти руху Фоколяре діють у понад 180 країнах світу.
Рух налічує понад 2 млн осіб. Це християни різних течій — і католики, і православні, і протестанти, і англікани, представники нехристиянських релігій, а також навіть атеїсти.